# Гигантска хоботница
Гигантска хоботница (енгл. Gigantic octopus) је врста морских чудовишта којој припадају Луска и Кракен а у ову категорију се убрајају и лешеви неких чудних бића као што су Сент Огастинско чудовиште. 
Ово биће не треба мешати са Гиганстском пацифичком хоботницом (род Enteroctopus) која је дугачка око 6 метара. За Гигантке хоботнице се верује да могу нарасти преко 6 метара.

## Историја
Године 1802, Пјер Денис де Монтфорт који је проучавао мекушце, признао је постојање две врсте Гигантсе хоботнице. Једна од њих је Кракен, за коју је веровао да је не виђају само Норвешки морнари, него чак и Плиније Старији. Друга врста је много већа Колосална хоботница која је близу обале Анголе напала једрењак који је кренуо из Сен Малоа, 1801. године. 